# Manuel Pedro Marto
Manuel Pedro Marto (Fátima, 30 de Julho de 1873 — 3 de Fevereiro de 1957) foi pai de dois dos três pastorinhos de Fátima, Jacinta Marto e Francisco Marto, que assistiram às Aparições de Fátima no lugar da Cova da Iria.

## Biografia
Filho de Manoel Pedro Marto e Vitória de Jesus, Manuel Pedro Marto nasceu em 1873 em Fátima. Tinha por avós paternos José Pedro Marto e Josefa Maria e por maternos José Ferreira e Justina Rosa. Casou-se em 17 de fevereiro de 1898 com Olímpia Lúcia de Jesus dos Santos, viúva de José Ferreira Rosa.
Recrutado para servir o Exército durante 12 anos, assentou praça a 22 de novembro de 1893, tendo se apresentado a 9 de dezembro no Regimento de Caçadores n.º 6. A 13 de fevereiro de 1894 era aprendiz de corneteiro. Ainda inserido naquele corpo militar, a 22 de abril de 1895 embarca para Lourenço Marques, hoje Maputo. No dia 26 de maio de 1895 transita para o Regimento de Caçadores n.º 3. O desembarque ocorre a 29 de maio. A 3 de junho assoma, com os camaradas de armas, a Inhambane, sul de Moçambique, sob o comando do coronel Eduardo Galhardo [1845-1908], sendo integrado na 2.ª das três colunas de operações do 2.º Batalhão do dito Regimento, a qual tinha por missão a tomada da capital do império de Gaza, Manjacaze, onde governava o régulo Gungunhana, responsável pela insubordinação que por todo o território moçambicano se fazia contra a presença portuguesa. No dia 7 de novembro de 1895, em Coolela, a 7 quilômetros da capital, os lusos, providos de diversas peças de artilharia, de metralhadoras e da carabina colonial Kropatschek Steyr M. 1886, derrotam o oponente, que se apressa a mudar para Chaimite. Perante as sucessivas vitórias em solo moçambicano, o comissário régio, António Enes [1848-1901], incumbe Joaquim Mouzinho de Albuquerque [1855-1902], major de cavalaria, de capturar o régulo responsável pela desordem. É preso a 28 de dezembro de 1895. No dia 17 de maio de 1896, quando ainda se pacificava a colônia de Moçambique, Manuel Pedro Marto retorna a Portugal, reincorporando, a 16 de julho de 1896, o Regimento de Caçadores n.º 6. Recebe uma medalha de cobre da rainha d. Amélia de Orleães [1865-1951] pela participação na dita expedição. Trouxe o seu barrete colonial. No dia 1 de outubro de 1899 passa ao Regimento de Infantaria n.º 7, que se situava em Leiria. Era soldado reservista. No âmbito disciplinar, Manuel Marto teve um comportamento exemplar, à exceção de um dia de prisão, por motivos não identificados.
Veio a ter 7 filhos, a saber: São Francisco Marto, Florinda Marto, João Marto, Teresa Marto, Teresa Marto, José Marto e Santa Jacinta de Jesus Marto. Dois de seus filhos foram canonizados, sendo estes os mais jovens santos canonizados não martirizados na Igreja Católica.
Manuel Pedro Marto faleceu em 3 Fevereiro 1957 aos 83 anos.